# Station Lens (Frankrijk)
Station Lens is een spoorwegstation in de Franse stad Lens.

## Geschiedenis

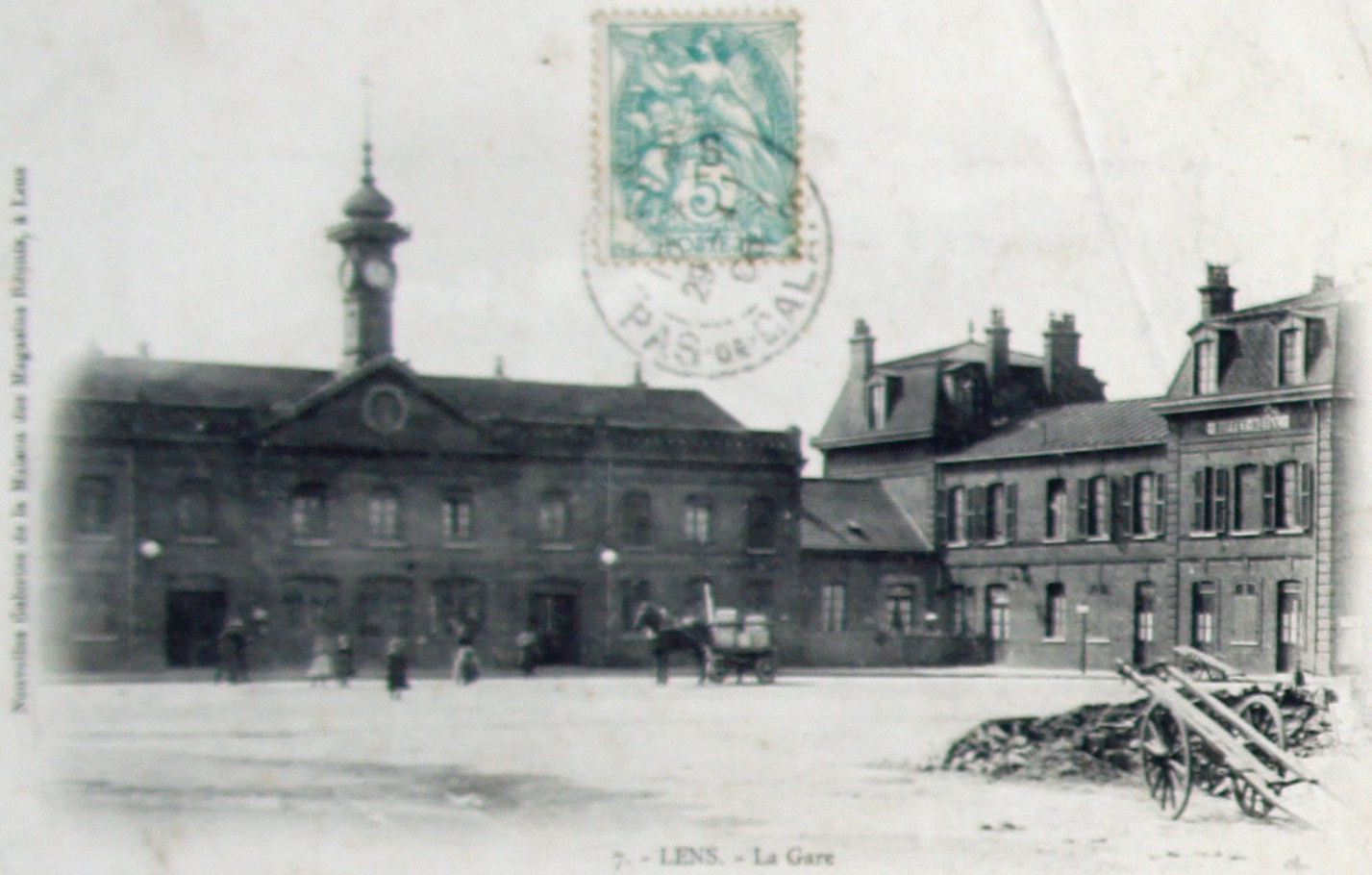
Het station van Lens in 1906

Het huidige stationsgebouw van Lens werd voltooid in 1927 ter vervanging van het gedurende de Eerste Wereldoorlog vernietigde gebouw uit 1880. Sinds 1984 heeft het station een monumentale status.